# Серпневий путч
Серпне́вий путч — невдала спроба державного перевороту в СРСР у серпні 1991 року, коли самопроголошений Державний комітет з надзвичайного стану (ДКНС) намагався усунути від влади президента СРСР та Генерального секретаря КЦ КПРС Михайла Горбачова. Група повстанців була очолювана тодішнім віце-президентом СРСР Геннадієм Янаєвим, однак найголовнішим членом організації та організатором спроби державного перевороту став голова КДБ Володимир Крючков. Вони були незадоволені політикою Горбачова, втратою контролю над східно-європейськими країнами.
Дії ДКНС були погано організовані та зіштовхнулись з сильним спротивом зі сторони Єльцина та громадян СРСР у вигляді антивладних мітингів у Москві. Держпереворот був придушений за два дні, Горбачов повернувся до влади, а організатори повстання зняті з посад та пізніше амністовані. Згодом Єльцин став домінантним лідером в СРСР, тоді як Горбачов втратив чималу частину свого впливу. Серпневий путч одразу привів до розформування ДКНС і надалі до розпаду СРСР 26 грудня 1991.

## Створення ДКНС
18 серпня 1991 року був створений Державний комітет з надзвичайного стану, до складу якого увійшли віце-президент СРСР Геннадій Янаєв, ряд партійних функціонерів і керівників ЦК КПРС, уряду СРСР, армії і КДБ. ХКПЦ оголосив себе органом «з управління країною та ефективного виконання надзвичайного стану», рішення якого є повсюдно обов'язковими на всій території СРСР, а також оголосив, що президентом СРСР стає Янаєв. «через неможливість за станом здоров'я виконання Михайлом Горбачовим своїх обов'язків президента СРСР». Дії супроводжувалися оголошенням надзвичайного стану в Москві, призупиненням діяльності політичних партій, громадських організацій та масових рухів, які перешкоджають нормалізації ситуації; заборона зборів, вуличних маршів, демонстрацій, а також страйків; контроль над засобами масової інформації, тимчасове припинення діяльності деяких центральних, московських міських та обласних громадсько-політичних видань [25]. Основне протистояння відбувалося між ДКНС і вищою владою РРФСР в період описуваних подій.
Всього за кілька днів до оголошення надзвичайного стану члени ДКНС наказали Псковському заводу виготовити і відправити до Москви 250 000 пар наручників і «попередньо надрукували кілька ордерів на арешт».
Основною метою створення на думку одного з його активних учасників - Геннадія Янаєва, було недопущення підписання нового союзного договору, який, на думку членів комітету, скасував СРСР.
Незважаючи на те, що номінальним головою ДКНС був Янаєв, на думку ряду експертів, «справжньою душею» комітету був Володимир Крючков. Провідна роль Кручкова неодноразово згадується в документах офіційного розслідування, проведеного КДБ СРСР у вересні 1991 року. Голова Ради міністрів РРФСР Іван Силаєв назвав головного ідеолога перевороту Анатолія Лук'янова, спікера парламенту. Незважаючи на це, на думку президента Росії Бориса Єльцина, «в ДКНС не було лідера і авторитетної людини, чия думка стала б мотором і сигналом до дії».

## Хроніка подій

### 18 серпня
Увечері 18 серпня на дачі в Криму був блокований Президент СРСР Михайло Горбачов. Його дачу в Форосі відвідали члени ДКНС і запропонували добровільно скласти із себе повноваження. Горбачов відмовився це зробити.

### 19 серпня
О 6 годині ранку 19 серпня 1991 року теле- і радіоканали передали повідомлення з Москви про створення Державного Комітету з надзвичайного стану (ДКНС) (рос. Государственный комитет по чрезвычайному положению, ГКЧП) і звернення ДКНС до радянського народу.
До складу комітету (незаконного, бо його створення не було передбачено тодішньою Конституцією Радянського Союзу) увійшли:
- віце-президент СРСР Генадій Янаєв (26 серпня 1937 — 24 вересня 2010),
- прем'єр-міністр СРСР Валентин Павлов (26 вересня 1937 — 30 березня 2003),
- голова КДБ СРСР Володимир Крючков (29 лютого 1924 — 23 листопада 2007),
- міністр оборони Дмитро Язов,
- міністр внутрішніх справ Борис Пуго (19 лютого 1937 — 22 серпня 1991),
- заступник голови Ради оборони СРСР Олег Бакланов,
- президент Асоціації державних підприємств та об'єднань промисловості, транспорту та зв'язку Олександр Тізяков,
- голова Селянської спілки СРСР Василь Стародубцев.

Особи, які формально не входили до складу організації, але активно її підтримували
- головнокомандувач сухопутних військ Валентин Варенников.
- голова верховної ради СРСР Анатолій Лук'янов
- член Політбюро та секретар КЦ КПРС Олег Шенін

У зверненні путчисти оголосили про введення надзвичайного стану у деяких районах СРСР, припинення виходу більшості ЗМІ. Також віце-президент СРСР Янаєв, нібито через хворобу Горбачова, бере на себе обов'язки глави держави.
У «Постанові № 1 ДКНС» було перераховано перелік заходів, якими мав бути збережений СРСР.
- Оголошено недійсними закони та рішення органів влади та управління союзних республік, що суперечили законам СРСР. Це був сигнал Литві, Латвії, Естонії, Грузії, Вірменії, Молдові та Україні, котрі вже ухвалили Декларації про державний суверенітет.
- Призупинялася діяльність політичних партій, громадських організацій та масових рухів, «що чинять перешкоди нормалізації ситуації» (таким визнали би, зокрема Народний Рух України, УНА-УНСО).

Реакція на заяву ДКНС у різних республіках була неоднаковою. Лідери Литви, Латвії та Естонії не визнали ДКНС не тільки тому, що він не відповідає Конституції СРСР, але й тому, що більше не вважали себе частиною Радянського Союзу.
09.00:  Вареніков, відряджений Язовим в Україну, зустрічається з Л. Кравчуком і вимагає підтримати заходи ДКНС (ГКЧП). Голова Верховної Ради республіки відповідає, що відповідно до законодавства УРСР, введення надзвичайного стану в Україні мусить бути оголошено республіканським парламентом.
Керівники Російської Радянської Федеративної соціалістичної республіки Борис Єльцин (Президент РРФСР), Руслан Хасбулатов (в. о. голови Верховної Ради РРФСР) та Іван Силаєв (голова Ради Міністрів РРФСР) відразу зайняли чітку позицію — це «правий, реакційний, антиконституційний заколот». У зверненні «До громадян Росії» (19 серпня 1991 р., 9 година ранку, тобто через три години після проголошення ДКНС) вони закликали громадян Росії дати гідну відповідь путчистам, неухильно виконувати закони і укази Президента Росії, а також терміново скликати надзвичайний З'їзд народних депутатів СРСР і надати на ньому слово Михайлу Горбачову.
Народний Рух України — організатор акції непокори ДКНС (ГКЧП) в Україні.
В Донецьку членами НРУ пікетування міської ради відбулось — 19 серпня 1991 року.

### 20 серпня
20 серпня о 1-й годині ночі почався політичний страйк на 5 з 13 шахт об'єднання «Воркутавугілля», до 12 години 20 серпня припинили роботу ще 3 шахти, до кінця дня до страйку приєдналося ще 5 шахт.
20 серпня під впливом НРУ зібралась позачергова сесія депутатів міста Донецька, на якій дії ДКНС засуджені і закликано притримуватись конституційного ладу і Декларації про суверенітет України.
На засіданні президії міської Ради Новосибірську було прийняте рішення не визнавати ГКЧП і підкорятися указам Президента Росії.
Опівдні біля Будинку Рад Російської Федерації почався мітинг громадськості столиці, дозволений віце-мером Москви Юрієм Лужковим і організований рухом «Демократична Росія», радами трудових колективів Москви та області.
Президент РРФСР Борис Єльцин узяв на себе виконання обов'язків Головнокомандувача збройними силами на всій території Російської Федерації.
З 10 до 13 години тривав мітинг протесту на Двірцевій площі Ленінграду, в ньому брало участь понад 300 тисяч демонстрантів (наймасовіший в історії міста). Мітинг одноголосно ухвалив декларацію про підтримку указів російського парламенту, рішень міськради і мерії Ленінграду.

### 21 серпня
21 серпня близько 1:00 у Москві, в тунелі на перетині вулиці Чайковського і Новий Арбат, юрба блокувала 8 БМП Таманської дивізії. При нервово-хаотичному маневруванні БМП загинули три особи: Дмитро Комар, Володимир Усов, Ілля Кричевський. До того часу підкорятися указам ДКНС відмовилася більшість органів місцевої влади. Провал путчу став очевидним.
О 18:00 були увімкнені засоби зв'язку Михайла Горбачова. Літак президента СРСР, на борту якого були Крючков, Язов, Бакланов і Тізяков, вилетів у Форос. З аеропорту «Внуково-2» в той же день у Форос вилетів інший літак. На його борту були Сілаєв, Бакатін, Руцькой, Примаков і 10 народних депутатів ВР РРФСР.
Вже на другий день путчу почалося братання військ з народом. На третій день — 21 серпня стало зрозуміло, що змова ДКНС провалилася.
У Москву були введені війська і бойова техніка. 21 серпня близько 12 години кілька десятків танків наблизилися до Білого дому (уряду РРФСР).
Об 11:45 перші колони демонстрантів вступили на Манежну площу. Вони несли гасла: «Фашизм не пройде!», «Волю!», «Язова, Пуго, Крючкова — під суд!». Демонстранти з криками «Фашист!» вигнали з площі лідера Ліберально-демократичної партії СРСР Володимира Жириновського. Далі демонстранти рушили до Білого дому.
О 12:00 біля Білого Дому (уряду Росії) почався санкціонований мітинг, в якому взяло участь не менше 100 тисяч людей. Там до них вийшов президент РРФСР Борис Єльцин і з танка зачитав звернення до росіян. Створення ДКНС оголошувалося державним переворотом, а його члени — державними злочинцями.
Близько 14:00 люди, що зібралися біля Білого дому, почали спорудження барикад. Московська міська рада була взята під охорону військ, що потім, на наполегливу вимогу депутатів, були евакуйовані. Увечері пройшли студентські демонстрації в центрі Москви.
О 21:00 по центральному телебаченню у програмі «Час» повідомили про запровадження у столиці комендантської години з 23:00 до 5:00. Люди чекали штурму Московської міської ради, який так і не відбувся.
Марки СРСР із зображеннями жертв перевороту

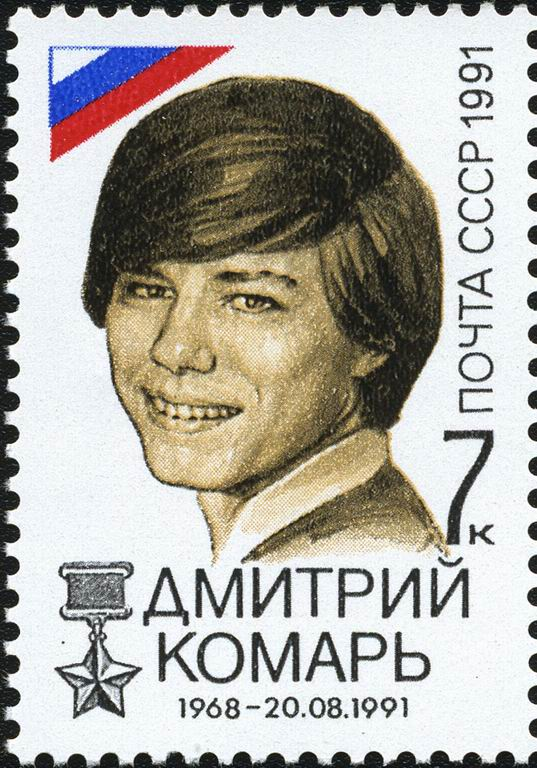
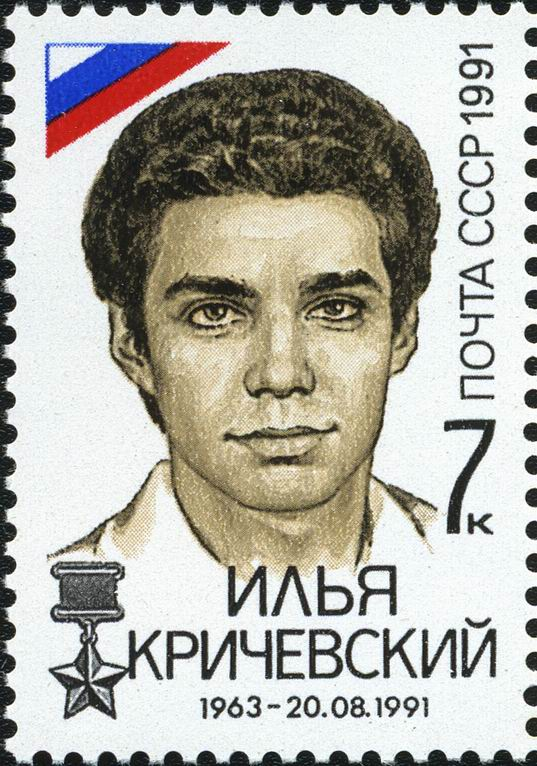
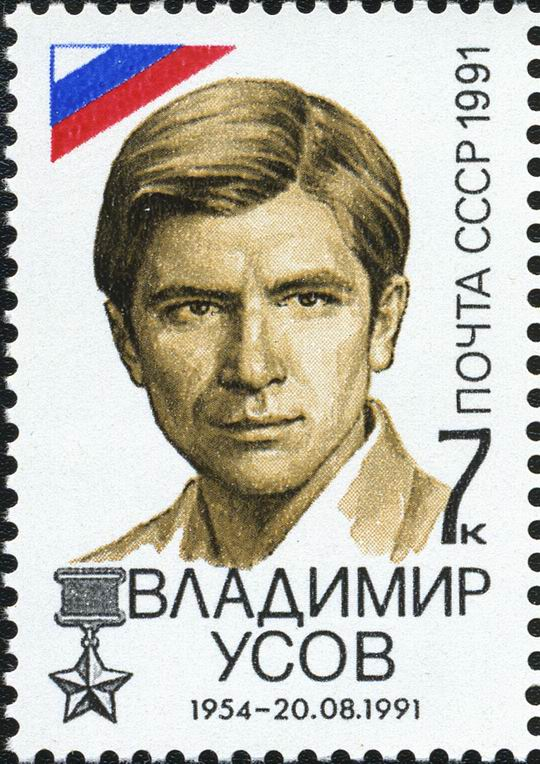

### 22 серпня
У ніч на 22 серпня на літаку російської делегації, що летіла в Крим, повернувся Горбачов з сім'єю. Ще до відльоту він заявив, що повністю контролює ситуацію.

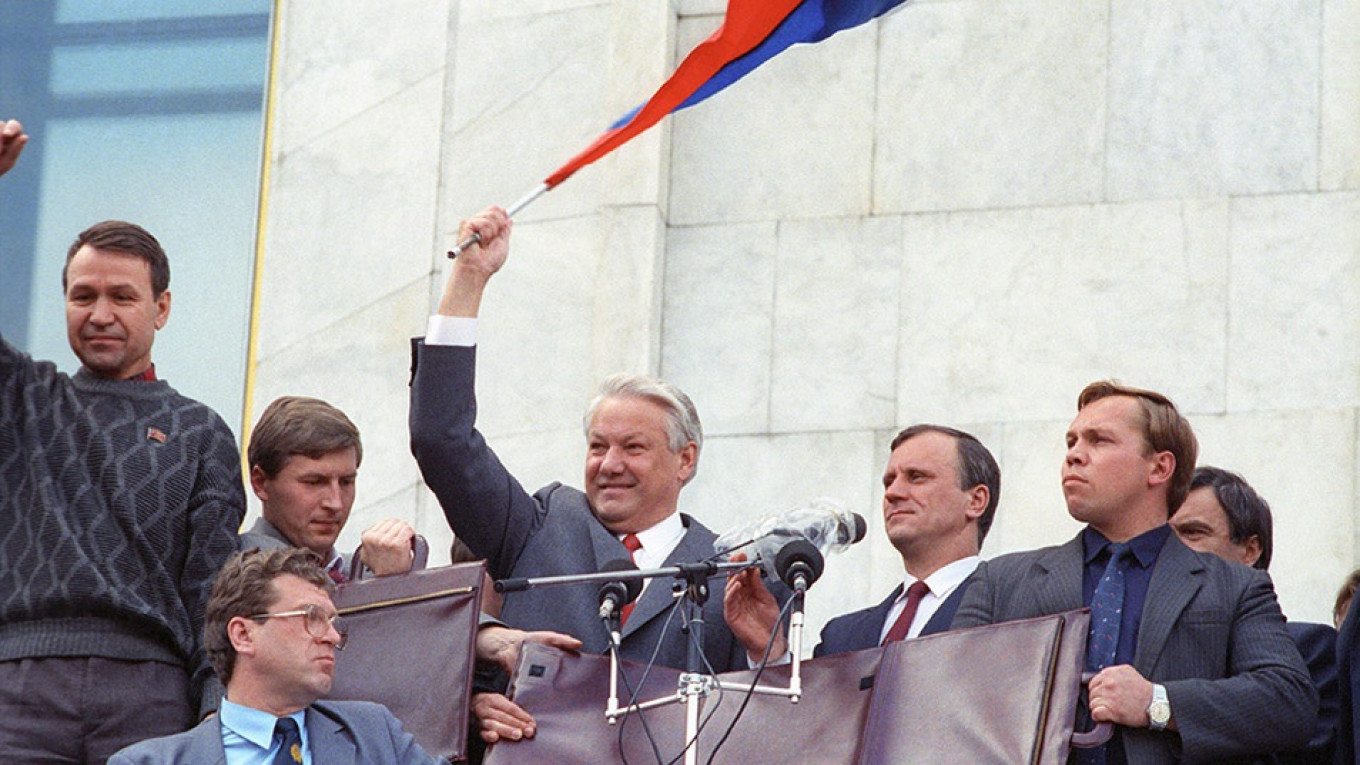
Борис Єльцин із прапором Росії під час мітингу з нагоди перемоги над ДКНС (22 серпня 1991.)

Після цього були заарештовані Крючков, потім Язов і Тізяков. Вранці того ж дня у Кремлі був заарештований Янаєв. Пуго знайшли мертвим з вогнепальним пораненням у своїй квартирі (офіційна версія: самогубство). О 12.00 біля Білого дому відбувся мітинг переможців.

### 24 серпня
Знайшли мертвим прихильника ДКНС Маршала Радянського Союзу Сергія Ахромеєва, який наклав на себе руки.

## Розвиток подій в Україні

### 19 серпня
Вранці 19 серпня Кабінет Міністрів УРСР ухвалив постанову, яку підписав перший віцепрем'єр Костянтин Масик, — «Про створення тимчасової комісії для запобігання надзвичайним ситуаціям». Її очолив державний міністр УРСР з питань оборони, національної безпеки та надзвичайних ситуацій Євген Марчук. За регіонами були закріплені «відповідальні». Наприклад, тодішній міністр сільського господарства Олександр Ткаченко став слідкувати за Вінниччиною, Житомирщиною, Черкащиною та Закарпаттям, а міністр юстиції Віталій Бойко — Київщиною, Херсонщиною та Хмельниччиною. За всіма ознаками, перші рішення українського уряду були пропутчистськими. Не було жодним словом сказано про неконституційність ДКНС, навпаки — йшлося про наведення дисципліни, посилену охорону режимних об'єктів, а також посилений контроль за діяльністю ЗМІ та використанням копіювальної техніки (чого якраз і вимагав ДКНС).
Як справу першочергової державної ваги планувалося якомога швидше відправити студентів на сільгоспроботи (ізолювати найактивнішу частину молоді, спогади влади про переможне жовтневе (1990) політичне голодування студентів на Майдані Незалежності були ще свіжими). У всіх виступах найвищих державних посадовців України 19-20 серпня 1991 р. проходила турбота «про врожай». На цьому, зокрема, наголошував у виступі по республіканському телебаченню голова Верховної Ради УРСР Леонід Кравчук.
Партійні функціонери ЦК КПУ повністю підтримали путчистів. Масові видання «Радянська Україна», «Робітнича газета», «Сільські вісті», «Правда Украины» три дні друкували матеріали ДКНС у повному обсязі. Свої ж коментарі та інтерв'ю мали лояльно-пафосний характер: «Країна живе надією і тривогами».
Натомість заколотників однозначно засудили політики та партії з націонал-демократичного та націоналістичного таборів: Народний рух України, Українська республіканська партія, Союз українського студентства, «Меморіал», Товариство Лева, Спілка незалежної української молоді. Донецькі шахтарі теж постановили не визнавати розпорядження ДКНС, оголосили про безстроковий політичний страйк, вимагаючи заборони КПРС та її бойового загону в Україні — КПУ.

### 24 серпня
24 серпня 1991 року Верховна Рада України ухвалила Акт проголошення незалежності України: «Виходячи із смертельної небезпеки, яка нависла була над Україною в зв'язку з державним переворотом у СРСР…». За це проголосували майже всі депутати — від націонал-радикалів до комуністів-ортодоксів. 25 серпня Президія Верховної Ради України прийняла постанову про тимчасове припинення діяльності КПУ. 26 серпня Верховна Рада України створила тимчасову комісію для перевірки діяльності посадових осіб, органів влади та управління, об'єднань і організацій в зв'язку з державним заколотом 19-21 серпня 1991 р. Виявлені документи довели безумовну причетність керівництва КПУ до безпосередньої підтримки ДКНС.